# Jiro Dreams of Sushi
Jiro Dreams of Sushi (tạm dịch: Giấc mơ sushi của Jiro) là một phim tài liệu năm 2011 được đạo diễn bởi David Gelb. Bộ phim mô tả về Ono Jiro (小野 二郎 (Tiểu Dã Nhị Lang) Ono Jirō), một bậc thầy 85 tuổi về sushi và là chủ nhân của Sukiyabashi Jiro, một nhà hàng ba sao Michelin, và nhiệm vụ hoàn thiện nghệ thuật sushi vẫn còn tiếp tục của ông. Sukiyabashi Jiro là một nhà hàng có 10 chỗ ngồi, chỉ phục vụ sushi, nằm ở một ga tàu điện ngầm của Tokyo. Ono Jiro phục vụ một thực đơn với lượng nhỏ, gồm khoảng 20 món với giá là 30.000 yên (khoảng sáu triệu đồng).
Bộ phim cũng giới thiệu hai người con trai của Jiro, cả hai người đều là đầu bếp sushi. Người con trai thứ, Takashi (隆士 Long Sĩ), rời Sukiyabashi Jiro để mở một nhà hàng là hình ảnh phản chiếu từ nhà hàng của người cha tại Roppongi Hills. Người con trai cả 50 tuổi, Yoshikazu (禎一 Trinh Nhất), được chỉ định kế tục cha mình, vẫn làm cùng Jiro, phải đối mặt với viễn cảnh một ngày được bàn giao một nhà hàng hàng đầu.

## Sản xuất
Ban đầu, Gelb dự định làm một bộ phim đặt biệt danh là "Planet Sushi", lấy cảm hứng từ nghệ thuật quay phim của bộ phim tài liệu Planet Earth của BBC:
Ban đầu, tôi dự định làm một bộ phim với nhiều đầu bếp sushi khác nhau với những phong cách khác nhau, nhưng khi tôi tới nhà hàng của Jiro, tôi đã không chỉ ngạc nhiên bởi độ tốt của sushi nơi đây và sự hoàn hảo hơn của chúng so với bất kì nhà hàng sushi nào tôi từng đặt chân tới, nhưng tôi cũng thấy ở Jiro một nhân vật hấp dẫn và thú vị như vậy. Tôi cũng bị thu hút bởi câu chuyện của con trai ông, người đã năm mươi tuổi, nhưng vẫn còn làm việc cho cha mình tại nhà hàng. Nên, tôi nghĩ, "Đây là câu chuyện về một người sống trong cái bóng của cha mình, trong khi cha của ông đang ở trong một hành trình nghiêm khắc hướng đến sự hoàn hảo." Đó là những dấu hiệu của một bộ phim tốt.
Nhà phê bình ẩm thực Yamamoto Masuhiro kết nối Gelb với Jiro. Quá trình quay phim của Gelb diễn ra trong vòng một tháng (tháng 1 năm 2010), được thêm vào các cảnh quay bổ sung được quay sau đó trong cùng năm vào tháng 8; và quá trình hậu kỳ tốn mất 10 tháng.

## Ra mắt
Jiro Dreams of Sushi đã ra mắt ở Mỹ năm 2011 tại liên hoan phim Provincetown International Film Festival và là một lựa chọn chính thức cho liên hoan phim Tribeca Film Festival vào cùng năm. Bộ phim tài liệu được có mặt trên mạng xem phim Netflix vào ngày 28 tháng 8 năm 2012.

## Doanh thu phòng vé
Tính đến  năm 2013, bộ phim đã thu về 2.552.478 USD chỉ tính riêng ở Bắc Mỹ. Bộ phim xếp hạng 70 của bảng xếp hạng Phim tài liệu Mỹ ở Box Office Mojo.

## Đón nhận
Bộ phim nhận được đánh giá rất tích cực từ các nhà phê bình. Bộ phim được đánh giá 99% trên Rotten Tomatoes dựa trên 88 đánh giá và đạt số điểm xếp hạng trung bình 7.8/10. Sự đồng thuận về phê bình của trang web được nêu lên là, "Đẹp, gợi nhiều suy nghĩ, và cuốn hút toàn bộ tâm trí, Jiro Dreams of Sushi sẽ làm thoả mãn cả với những người xem phim thông thường không quan tâm đến ẩm thực." Tại Metacritic, bộ phim đạt số điểm 77 trên 100, dựa trên 27 đánh giá, biểu thị "những đánh giá yêu thích nói chung".
Roger Ebert gọi bộ phim là một "chân dung nhìn qua lăng kính đường hầm" (gốc là "portrait of tunnel vision") và kết luận:
Khi xem phim, tôi thấy mình bị lôi kéo vào sự bí ẩn của người đàn ông này. Liệu ông ta có mong muốn nào chưa thực hiện được trong cuộc sống của mình không? Những sự chuyển hướng bí mật? Sự hối tiếc? Nếu bạn tìm thấy một nghề bạn yêu thích và dành toàn bộ cuộc sống của bạn để làm việc đó, liệu thế đã là đủ chưa? Đứng đằng sau quầy của mình, Jiro chú ý mọi thứ. Một vài khách hàng thuận tay trái, một vài người thuận tay phải. Điều đó giúp ông xác định được chỗ ngồi cho họ ở quầy của ông. Khi ông phục vụ một miếng sushi hoàn hảo, ông quan sát nó khi được ăn. Ông biết toàn bộ quá trình xử lý miếng hải sản đó. Thí dụ, ông biết nhân viên của ông trước đó đã xoa bóp con bạch tuộc trong 45 phút mà không phải nửa giở. Liệu ông có tìm kiếm ở ánh mắt của thực khách một dấu hiệu rằng sự thay đổi đó có là một sự cải thiện hơn không? Nửa giờ xoa bóp đó đủ tốt để giành được ba sao Michelin. Bạn nhận ra bi kịch của cuộc đời Ono Jiro, là không, và không bao giờ, có thêm một ngôi sao thứ tư nào nữa.

## Nhạc phim
Gelb, một "người hâm mộ lớn của Philip Glass", đã nhận xét về việc dùng các sáng tác của Philip Glass làm nhạc phim:
Nhìn lại, tôi nghĩ rằng bộ phim đã thành công bởi âm nhạc của Philip Glass là một kiểu ẩn dụ cho tinh thần làm việc của Jiro, vì chúng có cấu trúc lặp đi lặp lại, nhưng những yếu tố trong những bản nhạc ấy cũng lại được xây dựng trên chính bản thân chúng và càng về sau càng tăng dần mức độ cảm xúc, và điều này giống với công việc của Jiro. Bởi mỗi ngày ông bước tiếp, ông tiếp tục làm tương tự những gì đã làm, và cố gắng làm tất cả mọi thứ giống hệt nhau, nhưng bước thêm một bước nữa trong việc cải thiện những gì đã làm, và tôi cảm thấy âm nhạc cũng đã làm được điều tương tự, vì vậy chúng phù hợp với nhau một cách hoàn hảo.
Danh sách âm nhạc sử dụng trong phim bao gồm:
1. Tchaikovsky: Concerto cho Violin và Dàn nhạc cung Rê trưởng, Opus 35 – Allegro Moderato. Jascha Heifetz (violin), John Barbirolli/London Philharmonic Orchestra
2. Philip Glass: "I'm Going to Go Make a Cake"
3. Max Richter: "Berlin by Overnight"
4. Glass: "Morning Passages"
5. Richter: "On the Nature of Daylight"
6. Richter: "Infra 5"
7. Glass: "Gertrude Leave the Summer House"
8. Glass: Etude No. 5
9. The Ontic: "Off to Market"[13]
10. Werner Hagen: "African Journey" bởi Anugama
11. Glass: "A Choice"
12. Glass: String Quartet No. 4 (Buzcak): I. Kronos Quartet
13. Glass: Etude No. 2
14. Mozart: Piano Concerto No. 21 in C, K. 467 – Andante. Alfred Brendel (piano), Neville Marriner/Academy of St. Martin in the Fields
15. Bach và Michael Kohlbecker: Cello Suite no. 1: Prelude. Biểu diễn bởi Fûnf D.
16. Glass: "The Hours"
17. Glass: "Invitation"